# منتقد
نقاد، منتقد، نقدنویس یا نقدکننده (به انگلیسی: Critic) نویسنده‌ای است که به صورت حرفه‌ای یک ارزیابی یا دیدگاه‌های مختلف آثار خلاق مانند هنر، ادبیات، موسیقی، سینما، تئاتر، دوبله، مد، معماری و غذا را بررسی می‌کند. منتقدان ممکن است یک سیاست اجتماعی یا یک شیوهٔ حکومت را نیز موضوع انتقاد و مورد توجه قرار دهند. قضاوت‌های انتقادی، چه از جنبهٔ تفکر انتقادی و چه از لحاظ مفهومی، مشتق شده‌باشند، دارای بارهایی؛ از جمله ارزیابی میزان اهمیت مطلب مورد نظر، اهداف خالق آن، و دامنهٔ شناخت او از آن زمینه است. نقدنویسان همچنین ممکن است برای موضوع مورد بحث پاسخ شخصی منفی یا مثبتی به نقد خود بیفزایند.
ویژگی‌های یک منقد خوب را می‌توان روان بودن زبان و غنای کلام، ترجیحاً داشتن توانایی در استفاده از زبان با سطح بالایی از گیرایی و مهارت دانست. همدردی، دقت سنجش و بینش نیز مهم است. فرم، سبک و رسانهٔ انتشار نقد را همه در نظر می‌گیرند. در نقادی معماری و مواد غذایی، جایگاه موردی، ارزش و هزینه می‌تواند به عنوان بخش افزوده آمده‌باشد.
نقادان در جامعه به‌طور کلی گروه پذیرفته‌شده‌ای هستند و نسبت به کیفیت ارزیابی‌ها و شهرتشان به میزان قابل توجهی نیز پیروی می‌شوند. منقدان تأثیرگذار هنر، موسیقی، تئاتر و معماری اغلب بحث‌های خود را در کتاب‌ها به‌طور کامل نشان می‌دهند. یک مثال بسیار معروف، هفت مشعل معماری و نقد هنری سنگ‌های ونیز نوشتهٔ نقاد انگلیسی جان راسکین است. منقدان ممکن است ارزیابی خود را بر روی تعدادی از موقعیت‌های نظری پایه‌ریزی کنند. به عنوان مثال، آن‌ها ممکن است دیدگاه فمینیستی یا فروید را داشته‌باشند.
بر خلاف دیگر افرادی که نقد و ارزیابی یا نطر خود را؛ از راه وب سایت یا نامه‌هایی که به نشریه‌ها یا وب سایت‌ها، برای انتشار می‌فرستند، مطبوعات، رادیو، مجله‌ها، تلویزیون، یا شرکت‌های اینترنتی برای نقدها، ارزیابی‌ها و نظرهای نقادان حرفه‌ای، که برای آن‌ها تهیه و ایجاد می‌شود مبلغی پرداخت می‌کنند. هنگامی که نظر شخصی نقادان فراتر از اظهار نظر باشد و بیشتر یک قضاوت در نظر گرفته شود، در این صورت افرادی که نظرهای خود را، چه در حوادث جاری، امور عمومی، ورزش، رسانه‌ها یا هنر، اغلب به جای نقاد به عنوان کارشناس، «متخصص» و صاحب‌نظر شناخته می‌شوند.

## اشتقاق واژه

### در انگلیسی
واژهٔ "critic" از یونانی (κριτικός)، و شکل مدرن آن (kritikós) به معنی "قادر به تشخیص"، که یک اصطلاح یونانی از واژهٔ (κριτής) و (krités) امروز است، که به معنی؛ فردی که قضاوت یا تحلیل منطقی را ارائه می‌دهد، قضاوت ارزش (ارزیابی)، تفسیر یا مشاهده است.